# Juan Roberto Seminario
Juan Roberto Seminario Rodríguez (Piura, 22 de juliol de 1936) és un exfutbolista peruà dels anys 1950 i 1960.Va juguar amb Diego Armando Maradona yi tambe va juguar amb Johhan Cruif

## Trajectòria
Començà la seva carrera l'any 1954 a Deportivo Municipal on jugà fins a 1959. Durant aquests anys disputà 19 partits amb la selecció peruana de futbol. El 17 de maig de 1959 marcà tres gols a la selecció anglesa en un partit disputat a Lima i que finalitzà amb el resultat de 4 a 1. El 1959 ingressà a l'Sporting CP de Portugal, on disputà 50 partits i marcà 21 gols, essent conegut com a O espresso do Lima.
L'any 1961 passà a les files del Reial Saragossa, on esdevingué màxim golejador de lliga la temporada 1961-62 amb un total de 25 gols en 30 partits. La següent temporada fou venut a la Fiorentina italiana i el 1964 ingressà al FC Barcelona. Al Barcelona jugà tres temporades, de les quals destaca la 1965-66 en què es proclamà campió de la Copa de Fires. Formà una brillant davantera al costat del paraguaià Cayetano Ré. En total marcà 48 gols en 100 partits disputats al club. El 1967 fitxà pel CE Sabadell on jugà dues temporades més abans de retornar al seu país, on acabà la seva trajectòria jugant a l'Atlético Grau, el Juan Aurich i el 1972 a l'Atlético Torino.
 En aquests dos clubs fou jugador i entrenador.

## Palmarès
FC Barcelona
- Copa de les Ciutats en Fires: 1965-66

Real Zaragoza
- Pitxitxi: 1961-62

## Estadístiques
| Club      | Club                | Club      | Lliga   | Lliga | Copa85% | Copa85% | Continental85% | Continental85% | Total   | Total |
| Temp.     | Club                | País      | Partits | Gols  | Partits | Gols    | Partits        | Gols           | Partits | Gols  |
| 1954-1959 | Deportivo Municipal | Perú      | ?       | ?     | -       | -       | -              | -              | ?       | ?     |
| 1959-1961 | Sporting CP         | Portugal  | 42      | 18    | 8       | 3       | -              | -              | 50      | 21    |
| 1961-1963 | Reial Saragossa     | Espanya   | 38      | 33    | 9       | 3       | 2              | 0              | 49      | 36    |
| 1963-1964 | Fiorentina          | Itàlia    | 47      | 15    | 5       | 4       | -              | -              | 52      | 19    |
| 1964-1967 | FC Barcelona        | Catalunya | 36      | 15    | 2       | 1       | 8              | 4              | 46      | 20    |
| 1967-1969 | CE Sabadell FC      | Catalunya | 35      | 9     | ?       | ?       | -              | -              | 35      | 9     |
| 1969-1970 | Atlético Grau       | Perú      | ?       | ?     | -       | -       | -              | -              | ?       | ?     |
| Total     | Total               | Total     | 198     | 90    | 24      | 11      | 10             | 4              | 232     | 105   |